# اروین بلاسک
اروین بلاسک (آلمانی: Erwin Blask; ۲۰ مارس ۱۹۱۰ – ۶ فوریهٔ ۱۹۹۹) پرتاب‌گر چکش اهل آلمان بود.